# 京都の女庭師風水探偵さくら子
『京都の女庭師 風水探偵さくら子』（きょうとのおんなにわし ふうすいたんていさくらこ）は、2000年から2002年までテレビ朝日系「土曜ワイド劇場」で放送されたテレビドラマシリーズ。全2回。主演は沢口靖子。
第2作のタイトルは『京都の女庭師 風水ガーデニング探偵さくら子』。

## キャスト

### 松原造園
松原桜子（松原さくら子）
演 - 沢口靖子
庭師。実家の造園業での仕事の傍ら、自宅で「風水ガーデニング教室」を開講している。名前は第1作は「松原桜子」、第2作は「松原さくら子」になっている。
松原徳右衛門
演 - 近藤正臣
庭師。桜子（さくら子）の父。

### その他
田野倉
演 - 西田良
京都府警の刑事。
戸田
演 - 河本タダオ【旧・川本忠夫】
京都府警の刑事。田野倉の部下。
山田昭子
演 - 市田ひろみ
風水ガーデニング教室の生徒。
京極静香
演 - 宮本毬子
風水ガーデニング教室の生徒。
Dr.コパ
演 - Dr.コパ【旧・小林祥晃】（本人役）
風水ガーデニング教室の講師。

### ゲスト
第1作「洛北屋敷の密室殺人!」（2000年）
- 水川龍彦（京都府警 警部・桜子の大学時代のテニス部後輩で幼馴染） - 大柴邦彦
- 北大路千夏（彰と亜矢子の娘・桜子の大学時代の後輩） - 越智静香
- 北大路春一郎（彰と亜矢子の息子・千夏の兄） - 西川忠志
- 広瀬瑛美（洛北和装 専属モデル） - 仁藤優子
- 海原永之介（風水ガーデニング教室の生徒） - 山本麻生
- 広瀬信吉（京料理「ひろせ」主人・瑛美の父） - 鶴田忍
- 北大路亜矢子（老舗の呉服問屋「洛北和装」社長） - 長谷川稀世
- 北大路彰（亜矢子の夫・婿養子） - 清水綋治
- アナウンサー - 多々納斉
- 松原造園 職人 - 火野正平
- 北村仙吉（徳右衛門の知人） - 谷村昌彦
- 鶴岡幸伸（鶴岡医院 院長） - 浜田光夫
- 広瀬三千代（京料理「ひろせ」女将・瑛美の母） - 姿晴香

第2作「開運豪邸遺産相続殺人」（2002年）
- 山村香苗（多聞の3人目の妻） - 片岡京子
- 山村多聞（大学助教授・宗一郎の長男） - 丹波義隆
- 千代菊（三味線の師匠） - 朝加真由美
- 野川芳子（山村家のお手伝い） - 石井トミコ
- 風水ガーデニング教室の生徒 - あきやまりこ
- 山村信子（宗一郎の長女） - 愛川裕子
- 山村ヤスコ（義之の妻） - 伊藤幸子
- 田中キョウコ（山村家のお手伝い） - 江口尚
- 山村義之（京料理「山村」主人・宗一郎の次男・多聞と信子の腹違いの弟） - 山崎博之
- 多聞の愛人 - 前田真紀
- 豆千代（芸妓・故人） - 鈴川法子
- 山村カズコ（宗一郎の妻・故人） - 川崎あかね
- 山村めぐみ（多聞と2人目の妻との間にできた娘） - 岡本奈月
- 窯元 - 松宮亮二
- 津軽三味線まんじ流 家元 - 工藤まんじ
- 津軽三味線まんじ流 - まんじ愛華、川村麻紀子、高木久代
- 静江（ホテルの女将・さくら子の知り合い） - 大沢さやか
- 石川典夫（京料理「山村」板前） - 南條豊
- 山村宗一郎（山村家の当主） - 田畑猛雄
- 尾形大介（松原造園 見習い職人） - 尾形大作
- 徳大寺了源（陰陽師） - 冨家規政
- 篠山清吉（豆千代の兄） - 梅津栄

## スタッフ
- 原作 - 姉小路祐
- 脚本 - 吉田剛、保利吉紀
- 音楽 - 渡辺博也
- 監督 - 長尾啓司、石原興
- プロデューサー - 辰野悦央（朝日放送）、東浦陸夫（朝日放送 / 第1作）、椿宜和（トスカドメイン / 第1作）、中川好久（トスカドメイン / 第2作）、橋本寛（トスカドメイン / 第2作）
- 製作協力 - 松竹京都映画
- 製作 - 朝日放送、トスカドメイン

## 放送日程
| 話数 | 放送日        | サブタイトル                                           | 脚本     | 監督     |
| ---- | ------------- | ------------------------------------------------------ | -------- | -------- |
| 1    | 2000年6月17日 | 洛北屋敷の密室殺人! 宙を飛ぶ石灯籠と白煙をあげる池の謎 | 吉田剛   | 長尾啓司 |
| 2    | 2002年7月27日 | 開運豪邸遺産相続殺人 奥津軽鬼伝説と虫送り火祭の謎      | 保利吉紀 | 石原興   |